# Пак Сан Вун
Пак Сан Вун (кор. 박상원, род. 14 сентября 2000) — корейский фехтовальщик-саблист, чемпион летних Олимпийских игр 2024 года, чемпион Азии 2024 года, бронзовый чемпион летней Универсиады 2021 года. Участник летних Олимпийских игр 2024 года.

## Биография
В 2021 году Пак выиграл индивидуальный турнир саблистов на летней Универсиаде в Чэнду, в командном турнире корейская дружина завоевала серебряные медали, в составе был и Пак Сан Вун.
На чемпионате Азии в Кувейте, в 2024 году, Пак в составе корейской команды одержал победу в командном турнире саблистов.
В июле 2024 году на летних Олимпийских играх в Париже, в командных соревнованиях выиграл золотую олимпийскую медаль в составе корейской команды саблистов. В индивидуальном турнире стал 15-м.